# Aphonopelma chalcodes
Aphonopelma chalcodes là một loài nhện trong họ Theraphosidae trong chi Aphonopelma. Loài này phân bố ở VS.